# Robert Caldwell
Pour les articles homonymes, voir Caldwell.
Robert Caldwell
(né le 7 mai 1814, mort le 28 août 1891) est un missionnaire et linguiste britannique ayant travaillé en Inde.